# Бирд, Мэри
Мэ́ри Бирд (англ. Winifred Mary Beard; род. 1 января 1955, Шропшир, Англия) — британский антиковед, кембриджский профессор (с 2004 года). Также является редактором раздела антиковедения в «The Times Literary Supplement» (литературное приложение «The Times»), автор блога «A Don’s Life», публикующегося как постоянная колонка в «The Times». Её частые выступления для средств массовой информации, а иногда и спорные публичные заявления, принесли ей известность и звание чуть ли не самого известного антиковеда Англии.
Доктор философии и профессор Кембриджа, в котором преподаёт уже более четверти века, член Британской академии (2010), иностранный член Американского философского общества (2012).

## Биография
Единственный ребёнок в семье, Мэри Бирд родилась в Мач-Венлоке (Шропшир). Её отец, Рой Витбред Бирд, работал архитектором в Шрусбери. Мать, Эмили Джойс Бирд, была увлеченным чтецом[стиль]. Училась в Shrewsbury High School, Shropshire. Летом принимала участие в археологических раскопках — сначала чтобы заработать деньги для отдыха, но позже неожиданно начала интересоваться изучением античности.
В возрасте 18 лет прошла собеседование в кембриджском Ньюнхем-колледже и успешно сдала обязательный экзамен. Она также хотела поступать в Королевский колледж в Кембридже, но отказалась от замысла, когда выяснилось, что тот не предоставляет стипендий женщинам. Учась на первом курсе, Бирд чувствовала пренебрежительное отношение мужчин к академическому потенциалу женщин, и это только укрепляло её решимость добиться успеха. Она также стала сторонницей феминистских взглядов, которые играли важную роль в её дальнейшей жизни. Получила степень магистра в Ньюнхеме и осталась в Кембридже для получения степени PhD.
С 1979 по 1983 год преподавала античное искусство в Королевском колледже Лондона. В 1984 году вернулась в Кембридж в качестве научного сотрудника Ньюнхем-колледжа и стала единственной женщиной-преподавателем факультета антиковедения. В том же году выпустила «Rome in the Late Republic» (в соавторстве с кембриджским антиковедом Майклом Кроуфордом).
В 1985 году вышла замуж за Робина Кормака Синклера. В 1985 родила дочь, а в 1987 году — сына.
В 1992 году стала редактором раздела антиковедения в «The Times Literary Supplement».
Вскоре после террористической атаки 11 сентября 2001 г. на Всемирный торговый центр в США, оказалась в числе авторов, которым издатели «London Review of Books» предложили написать несколько статей. Она выразила мысли, которые стали очень популярными под обобщённым названием «On the Justice of Roosting Chickens» («Аргументы в защиту наседок»), по книге Варда Черчилля «On the Justice of Roosting Chickens: Reflections on the Consequences of US Imperial Arrogance and Criminality». В ноябре 2007 года Мэри Бирд признала, что враждебность к этим комментариям все ещё не улеглась, хотя она считает, что подала стандартную точку зрения: терроризм был связан с американской внешней политикой.
С 2004 года профессор антиковедения в Кембридже.
В 2008/2009 г. приглашённый профессор имени Сейдера (Sather Professor) в Калифорнийском университете в Беркли, где читала серию лекций «Roman Laughter».
Член Лондонского общества древностей (2005).
Иностранный почётный член Американской академии искусств и наук (2011).

## Награды и отличия
- Сейдеровский профессор (Sather Professor[нем.]) в Калифорнийском университете в Беркли (2008/2009)
- Wolfson History Prize[англ.] (2009)
- A. W. Mellon lectures[англ.] (2011)
- Орден Британской империи (2013)
- Премия Национального круга книжных критиков (2013)
- Премия принцессы Астурийской (2016)
- Bodley Medal[англ.] (2016)
- Гиффордские лекции (2019)
- Outstanding Achievement Award, Times Higher Education Awards (2022)[9]

## Основные работы
- Rome in the Late Republic (with Michael Crawford, 1985, revised 1999); ISBN 0-7156-2928-X
- The Good Working Mother’s Guide (1989); ISBN 0-7156-2278-1
- Pagan Priests: Religion and Power in the Ancient World (as editor with John North, 1990); ISBN 0-7156-2206-4
- Classics: A Very Short Introduction (with John Henderson, 1995); ISBN 0-19-285313-9
- Religions of Rome (with John North and Simon Price, 1998); ISBN 0-521-30401-6 (vol. 1), ISBN 0-521-45015-2 (vol. 2)
- The Invention of Jane Harrison (Harvard University Press, 2000); ISBN 0-674-00212-1
- Classical Art from Greece to Rome (with John Henderson, 2001); ISBN 0-19-284237-4
- The Parthenon (Harvard University Press, 2002); ISBN 1-86197-292-X
  - Парфенон. — Мидгард, Эксмо, 2007.
- The Colosseum (with Keith Hopkins, Harvard University Press, 2005); ISBN 1-86197-407-8
  - Колизей. — Мидгард, Эксмо, 2007.
- The Roman Triumph (Harvard University Press, 2007); ISBN 0-674-02613-6
- Pompeii: The Life of a Roman Town (2008); ISBN 1-86197-516-3
- Confronting the Classics: Traditions, Adventures and Innovations (Profile Books, 2013); ISBN 1-78125-048-0
- Laughter in Ancient Rome: On Joking, Tickling, and Cracking Up (University of California Press, 2014); ISBN 0-520-27716-3
- SPQR: A History of Ancient Rome (Profile Books, 2016); ISBN 978-1-846683800
  - SPQR: История древнего Рима. — Альпина нон-фикшн, 2017. ISBN 978-5-91671-639-9
- Women & Power: A Manifesto (Profile Books, 2017); ISBN 978-1788160605
  - Женщины и Власть. Манифест. — Альпина нон-фикшн, 2018. ISBN 978-5-91671-853-9
- Civilisations: How Do We Look / The Eye of Faith (Profile Books, 2018); ISBN 978-1781259993
  - Цивилизации: Образы людей и богов в искусстве от Древнего мира до наших дней. — Альпина нон-фикшн, 2019; ISBN 978-5-00139-154-8).